# Chabot savoyard
Cottus sabaudicus
Espèce
Statut de conservation UICN

 NE : Non évalué
Le Chabot savoyard (Cottus sabaudicus) est une espèce de poissons d'eau douce actinoptérygiens de la famille des Cottidae.

## Répartition
Ce poisson d'eau douce est endémique de l'amont du bassin du Rhône, à savoir la région historique de Savoie, dans le Sud-Est de la France,.

## Taxonomie

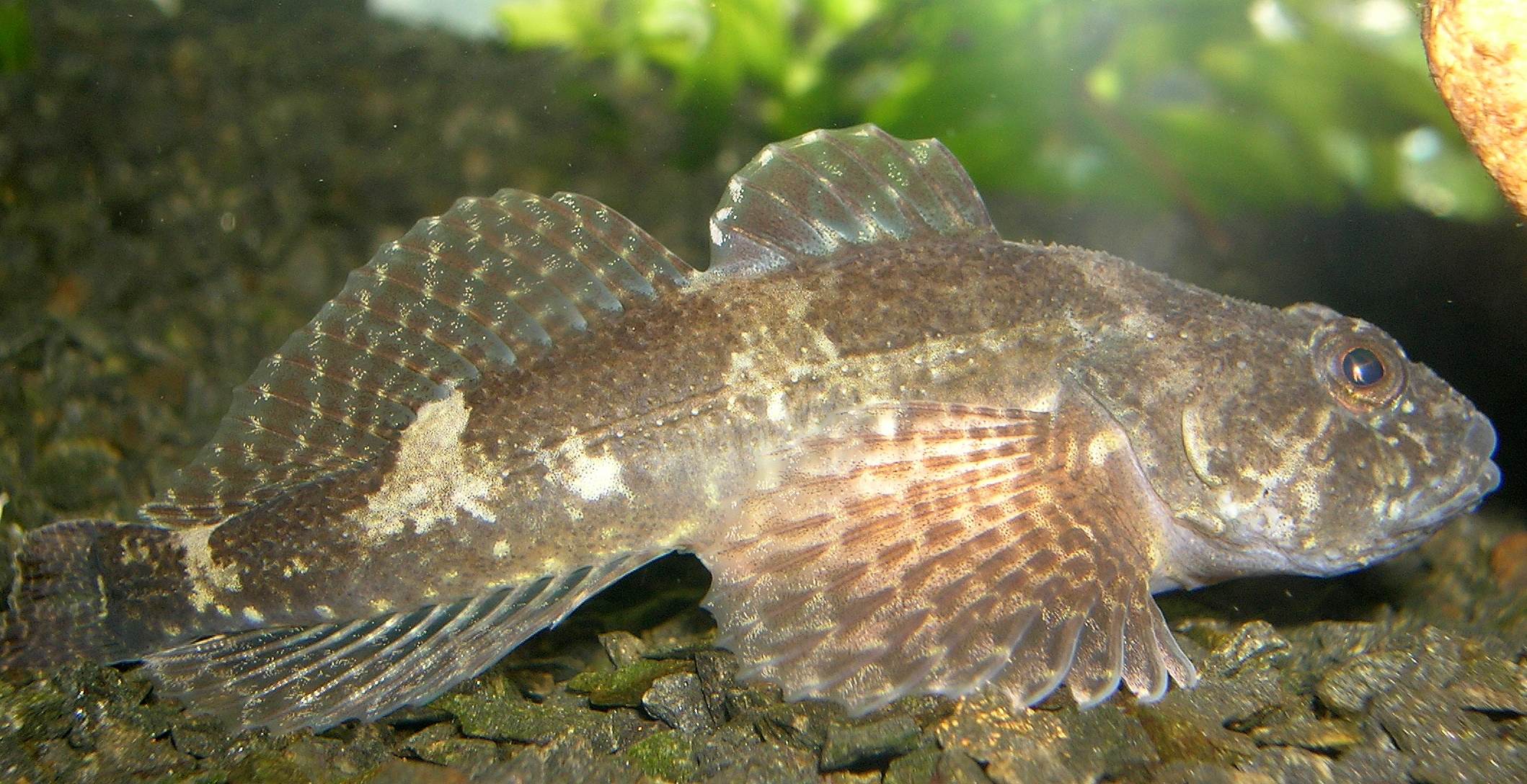
Chabot commun, espèce apparentée au Chabot savoyard.

L'espèce a été décrite en 2009 par l'ichtyologue russe Valentina Grigorievna Sideleva (d).
Elle a été distinguée du Chabot commun (C. gobio), qui a une aire de répartition plus étendue en Europe.
Le nom vernaculaire attesté en français est « Chabot savoyard ».

### Étymologie
L'épithète spécifique sabaudicus, composée de Sabaudi[a] (nom latin de la Savoie) et du suffixe -icus (pour désigner le lieu), fait référence à cette région historique des Alpes du Nord, où est répartie cette espèce.

### Publication originale
- (en) Valentina G. Sideleva, « A new sculpin species Cottus sabaudicus sp. nova (Scorpaeniformes: Cottidae) from the Savoy district, France », Journal of Ichthyology, Berlin, Springer, vol. 49, no 3,‎ avril 2009, p. 209–214 (DOI 10.1134/S0032945209030011, lire en ligne, consulté le 30 juin 2024) (protologue).